# دانشکده شریدان
بنیاد دانشکده شریدان در تکنولوژی و آموزش عالی به انگلیسی: Sheridan College Institute of Technology and Advanced Learning (تأسیس ۱۹۶۷) دانشکده‌ای در استان انتاریو کشور کانادا است.
شریدان یک بنیاد آموزش عالی در هنرهای فنّی و صنعتی (Polytechnics) می‌باشد، تقریباً ۱۵٬۰۰۰ دانشجوی تمام وقت و ۳۵٬۰۰۰ دانشجوی تحصیلات تکمیلی دارد. شهرت این دانشگاه بیشتر برای رشته‌های انیمیشن، تصویرسازی، تئاتر موزیکال، سینما، هنر و طراحی می‌باشد. مایکل هرش در سال ۱۹۹۶ دپارتمان انیمیشن سنتی شریدان را «مدرسه انیمیشن هاروارد» خواند که از ده ۷۰ میلادی تأثیر قابل ملاحظه‌ای بر صنعت انمیشن کانادا گذاشته است. تأسیسات این دانشکده در برامپتون، انتاریوو اوک‌ویل، انتاریو (حومه تورنتو) قرار دارد و تأسیسات جدید آن در سپتامر ۲۰۱۱ در میسیساگا، انتاریو افتتاح شد.

## مدیران دانشکده
| سال‌های ریاست        | نام رئیس         |
| ------------------- | ---------------- |
| از ۱۹۶۷ تا ۱۹۸۱     | جک پورتر         |
| از ۱۹۸۱ تا ۱۹۸۸     | دان شیلدز        |
| از ۱۹۸۸ تا ۱۹۹۶     | ماری هافستر      |
| از ۲۰۰۱ تا ۲۰۱۰     | رابرت ترنر       |
| از ۲۰۱۰ تا به امروز | دکترجف ژی‌بادسکای |